# Manchester United F.C. mùa bóng 1987–88
Mùa giải 1987–88 là mùa giải thứ 86 của Manchester United trong hệ thống bóng đá Anh, và là mùa giải thứ 13 liên tiếp của họ trong giải đấu hàng đầu của bóng đá Anh.
Đây là một mùa giải tương đối thành công với câu lạc bộ, đội bóng cán đích thứ hai tại giải VĐQG, nhưng họ không được chơi ở UEFA Cup vào mùa giải tiếp theo do lệnh cấm của các câu lạc bộ Anh ở châu Âu sau thảm họa Heysel. United nhà vô địch Liverpool tới 9 điểm, đội chỉ thua hai lần trong cả mùa giải và trong phần lớn thời gian của mùa bóng không thể bị đánh bại. Có lẽ trận đấu đáng nhớ nhất trong mùa giải là cuộc chạm chán tại Anfield ngay trước khi Liverpool chính thức trở thành nhà vô địch. Manchester United bị dẫn 3–1 trong hiệp một nhưng đã trở lại mạnh mẽ trong hiệp hai để xuất sắc cầm hòa đội chủ nhà với tỷ số hòa 3–3, khiến Liverpool đánh rơi hai điểm và trì hoãn ngày đăng quang của The Kop.
United chỉ thua 5 lần tại giải đấu trong 40 trận và chỉ thua 1 lần tại Old Trafford, nhưng một vài trận hòa đáng thất vọng trước những đội bóng không có kinh nghiệm như Charlton và Luton đã khiến những điểm số quan trọng bị đánh mất và khiến họ thất thế trong cuộc đua với Liverpool.
Đó là mùa giải trọn vẹn đầu tiên của Alex Ferguson trên cương vị huấn luyện viên của United, và đó là mùa giải đầu tiên tại câu lạc bộ của các tân binh Brian McClair (người đã kết thúc mùa giải với tư cách là một trong những chân sút hàng đầu của Giải hạng Nhất với 24 bàn thắng) và Viv Anderson. Tháng 12 cũng chứng kiến sự xuất hiện của hậu vệ Steve Bruce từ Norwich City trong một hợp đồng trị giá 900.000 bảng, một phương án thay thế cho cầu thủ của Rangers Terry Butcher khi anh này bị gãy chân.
Sau khi mùa giải kết thúc, Ferguson đưa Mark Hughes trở lại Old Trafford từ Barcelona trong một bản hợp đồng trị giá 1,8 triệu bảng, biến anh thành bản hợp đồng kỷ lục của United. Sir Alex cũng thay thế Chris Turner trong khung thành bằng bản hợp đông trị giá 500.000 bảng Jim Leighton, người đã từng có thời gian gắn bó với Ferguson tại Aberdeen. Ông cũng đã cố gắng ký hợp đồng với Paul Gascoigne từ Newcastle United, và một thỏa thuận đã được đồng ý, nhưng trong khi Ferguson đi nghỉ, Gascoigne đã đồng ý gia nhập Tottenham Hotspur với khoản phí 2 triệu bảng đầu tiên do một câu lạc bộ Anh trả.
Đó là mùa giải cuối cùng tại United của hậu vệ lâu năm Kevin Moran, người đã được chuyển đến Sporting Gijon sau khi mất vị trí trong đội vào tay Steve Bruce. Remi Moses đã chơi trận cuối cùng cho câu lạc bộ trước khi những vấn đề liên quan đến chấn thương buộc anh phải nghỉ thi đấu khi vẫn còn ở tuổi đôi mươi.

## Giao hữu
| Ngày       | Đối thủ           | Sân nhà/khách | Tỉ số | Cầu thủ ghi bàn                                                | Số lượng khán giả |
| ---------- | ----------------- | ------------- | ----- | -------------------------------------------------------------- | ----------------- |
| 22/7/1987  | Næstved           | A             | 2–0   | Moran, Robson                                                  | 6,500             |
| 24/7/1987  | IS Halmia         | A             | 9–1   | Whiteside (4), Davenport (2), Strachan, Olsen, Marshall (o.g.) | 2,607             |
| 26/7/1987  | B 1903            | A             | 3–2   | Robson, Davenport, McClair (pen.)                              | 2,500             |
| 28/7/1987  | Vejle             | A             | 4–1   | Anderson, Davenport, Olsen, McClair                            | 7,000             |
| 4/8/1987   | Manchester City   | A             | 3–1   | McClair (2), Robson                                            | 20,250            |
| 5/8/1987   | Atlético Mineiro  | N             | 3–1   | McClair (3)                                                    | 7,150             |
| 10/8/1987  | Irish League      | N             | 0–0   |                                                                | 10,000            |
| 21/9/1987  | Weymouth          | A             | 0–1   |                                                                | 4,904             |
| 28/11/1987 | Bermuda           | A             | 4–1   | Robson, McClair (pen.), Whiteside, Davenport                   | 4,200             |
| 1/12/1987  | Somerset Trojans  | A             | 4–1   | Wilson, McClair, Knox, Olsen                                   | 2,000             |
| 28/3/1988  | Tottenham Hotspur | A             | 3–2   | Strachan (2), Davenport                                        | 20,190            |
| 22/4/1988  | Walsall           | A             | 3–1   | Whiteside, Strachan, McClair                                   | 6,141             |
| 8/5/1988   | Manchester City   | H             | 0–2   |                                                                | 14,898            |
| 17/51988   | Milan             | H             | 2–3   | McClair, Olsen                                                 | 37,392            |

### Football League Centenary Tournament
| Ngày      | Vòng    | Đối thủ             | Sân nhà/khách | Tỉ số | Cầu thủ ghi bàn    | Số lượng khán giả |
| --------- | ------- | ------------------- | ------------- | ----- | ------------------ | ----------------- |
| 16/41988  | Vòng 1  | Luton Town          | N             | 2–0   | McClair, Davenport |                   |
| 16/4/1988 | Tứ kết  | Everton             | N             | 1–0   | Bruce              |                   |
| 17/4/1988 | Bán kết | Sheffield Wednesday | N             | 1–2   | Davenport (pen.)   |                   |

## First Division
| Ngày       | Đối thủ             | Sân nhà/khách | Tỉ số | Cầu thủ ghi bàn                                  | Số lượng khán giả | Thứ hạng |
| ---------- | ------------------- | ------------- | ----- | ------------------------------------------------ | ----------------- | -------- |
| 15/8/1987  | Southampton         | A             | 2–2   | Whiteside (2) 25', 31'                           | 21,214            | 10       |
| 19/8/1987  | Arsenal             | H             | 0–0   |                                                  | 43,893            | 12       |
| 22/8/1987  | Watford             | H             | 2–0   | McGrath 10', McClair 20'                         | 38,769            | 7        |
| 29/8/1987  | Charlton Athletic   | A             | 3–1   | McClair 10', Robson 22', McGrath 45'             | 14,046            | 5        |
| 31/8/1987  | Chelsea             | H             | 3–1   | McClair 25', Strachan 48', Whiteside 83'         | 46,616            | 1        |
| 5/11/1987  | Coventry City       | A             | 0–0   |                                                  | 27,125            | 2        |
| 12/9/1987  | Newcastle United    | H             | 2–2   | Olsen 8', McClair 45' (pen.)                     | 45,619            | 3        |
| 19/9/1987  | Everton             | A             | 1–2   | Whiteside 59'                                    | 38,439            | 6        |
| 26/9/1987  | Tottenham Hotspur   | H             | 1–0   | McClair 44' (pen.)                               | 48,087            | 6        |
| 3/10/1987  | Luton Town          | A             | 1–1   | McClair 54'                                      | 9,137             | 6        |
| 10/10/1987 | Sheffield Wednesday | A             | 4–2   | Robson 40', McClair (2) 53', 78', Blackmore 60'  | 32,779            | 4        |
| 17/10/1987 | Norwich City        | H             | 2–1   | Davenport 46', Robson 80'                        | 39,821            | 4        |
| 24/10/1987 | West Ham United     | A             | 1–1   | Gibson 45'                                       | 19,863            | 5        |
| 31/10/1987 | Nottingham Forest   | H             | 2–2   | Robson 54', Whiteside 59'                        | 44,669            | 5        |
| 15/11/1987 | Liverpool           | H             | 1–1   | Whiteside 50'                                    | 47,106            | 5        |
| 21/11/1987 | Wimbledon           | A             | 1–2   | Blackmore 65'                                    | 11,532            | 6        |
| 5/12/1987  | Queens Park Rangers | A             | 2–0   | Davenport 35', Robson 74'                        | 20,632            | 6        |
| 12/12/1987 | Oxford United       | H             | 3–1   | Strachan (2) 23', 31', Olsen 50'                 | 34,709            | 4        |
| 19/121987  | Portsmouth          | A             | 2–1   | Robson 35', McClair 48'                          | 22,207            | 4        |
| 26/12/1987 | Newcastle United    | A             | 0–1   |                                                  | 26,461            | 5        |
| 28/12/1987 | Everton             | H             | 2–1   | McClair (2) 50', 73' (pen.)                      | 47,024            | 4        |
| 1/1/1988   | Charlton Athletic   | H             | 0–0   |                                                  | 37,257            | 4        |
| 2/1/1988   | Watford             | A             | 1–0   | McClair 39'                                      | 18,038            | 4        |
| 16/1/1988  | Southampton         | H             | 0–2   |                                                  | 35,716            | 5        |
| 24/1/1988  | Arsenal             | A             | 2–1   | Strachan 11', McClair 67'                        | 29,392            | 3        |
| 6/2/1988   | Coventry City       | H             | 1–0   | O'Brien 5'                                       | 37,144            | 3        |
| 10/2/1988  | Derby County        | A             | 2–1   | Strachan 71', Whiteside 88'                      | 20,016            | 2        |
| 13/2/1988  | Chelsea             | A             | 2–1   | Bruce 50', O'Brien 52'                           | 25,014            | 2        |
| 23/2/1988  | Tottenham Hotspur   | A             | 1–1   | McClair 82'                                      | 25,731            | 2        |
| 5/3/1988   | Norwich City        | A             | 0–1   |                                                  | 19,129            | 2        |
| 12/3/1988  | Sheffield Wednesday | H             | 4–1   | Blackmore 1', McClair (2) 7', 53', Davenport 79' | 33,318            | 2        |
| 19/3/1988  | Nottingham Forest   | A             | 0–0   |                                                  | 27,598            | 2        |
| 26/3/1988  | West Ham United     | H             | 3–1   | Strachan 58', Anderson 83', Robson 90'           | 37,269            | 2        |
| 2/4/1988   | Derby County        | H             | 4–1   | McClair (3) 16', 23', 64', Gibson 51'            | 40,146            | 2        |
| 4/4/1988   | Liverpool           | A             | 3–3   | Robson (2) 3', 66', Strachan 77'                 | 43,497            | 2        |
| 12/4/1988  | Luton Town          | H             | 3–0   | McClair 44', Robson 66', Davenport 68'           | 28,830            | 2        |
| 30/4/1988  | Queens Park Rangers | H             | 2–1   | Bruce 10', Parker 83' (o.g.)                     | 35,733            | 2        |
| 2/5/1988   | Oxford United       | A             | 2–0   | Anderson 7', Strachan 37'                        | 8,966             | 2        |
| 7/5/1988   | Portsmouth          | H             | 4–1   | McClair (2) 5', 58', Davenport 25', Robson 35'   | 35,105            | 2        |
| 9/5/1988   | Wimbledon           | H             | 2–1   | McClair (2) 50', 75' (pen.)                      | 28,040            | 2        |

## FA Cup
| Ngày      | Vòng   | Đối thủ      | Sân nhà/khách |     | Tỉ số                            | Số lượng khán giả |
| --------- | ------ | ------------ | ------------- | --- | -------------------------------- | ----------------- |
| 10/1/1988 | Vòng 3 | Ipswich Town | A             | 2–1 | D'Avray 28' (o.g.), Anderson 64' | 23,012            |
| 30/1/1988 | Vòng 4 | Chelsea      | H             | 2–0 | Whiteside 42', McClair 70'       | 50,716            |
| 20/2/1988 | Vòng 5 | Arsenal      | A             | 1–2 | McClair 52'                      | 54,161            |

## Cúp liên đoàn
| Ngày       | Vòng           | Đối thủ        | Sân nhà/khách | Tỉ số | Cầu thủ ghi bàn                                                      | Số lượng khán giả |
| ---------- | -------------- | -------------- | ------------- | ----- | -------------------------------------------------------------------- | ----------------- |
| 23/9/1987  | Vòng 2 Lượt đi | Hull City      | H             | 5–0   | McGrath 38', Davenport 71', Whiteside 74', Strachan 81', McClair 85' | 25,041            |
| 7/10/1987  | Vòng 2 Lượt về | Hull City      | A             | 1–0   | McClair 62'                                                          | 13,586            |
| 28/10/1987 | Vòng 3         | Crystal Palace | H             | 2–1   | McClair (2) 7' (pen.), 28'                                           | 27,283            |
| 18/11/1987 | Vòng 4         | Bury           | H             | 2–1   | Whiteside 63', McClair 68'                                           | 33,519            |
| 20/1/1988  | Vòng 5         | Oxford United  | A             | 0–2   |                                                                      | 12,658            |

## Thống kê đội hình
| Vị trí | Tên               | Giải VĐQG | Giải VĐQG | FA Cup | FA Cup | Cúp liên đoàn | Cúp liên đoàn | Tỏng cộng | Tỏng cộng |
| Vị trí | Tên               | Trận      | Bàn       | Trận   | Bàn    | Trận          | Bàn           | Trận      | Bàn       |
| ------ | ----------------- | --------- | --------- | ------ | ------ | ------------- | ------------- | --------- | --------- |
| TM     | Chris Turner      | 24        | 0         | 3      | 0      | 3             | 0             | 30        | 0         |
| TM     | Gary Walsh        | 16        | 0         | 0      | 0      | 2             | 0             | 18        | 0         |
| HV     | Arthur Albiston   | 5(6)      | 0         | 0      | 0      | 0             | 0             | 5(6)      | 0         |
| HV     | Viv Anderson      | 30(1)     | 2         | 3      | 1      | 4             | 0             | 37(1)     | 3         |
| HV     | Clayton Blackmore | 15(7)     | 3         | 1(1)   | 0      | 3(1)          | 0             | 19(9)     | 3         |
| HV     | Steve Bruce       | 21        | 2         | 3      | 0      | 0             | 0             | 24        | 2         |
| HV     | Mike Duxbury      | 39        | 0         | 3      | 0      | 5             | 0             | 47        | 0         |
| HV     | Billy Garton      | 5(1)      | 0         | 0      | 0      | 2(1)          | 0             | 7(2)      | 0         |
| HV     | Colin Gibson      | 26(3)     | 2         | 2      | 0      | 5             | 0             | 33(3)     | 2         |
| HV     | Graeme Hogg       | 9(1)      | 0         | 2      | 0      | 0(1)          | 0             | 11(2)     | 0         |
| HV     | Lee Martin        | 0(1)      | 0         | 0      | 0      | 0             | 0             | 0(1)      | 0         |
| HV     | Paul McGrath      | 21(1)     | 2         | 0      | 0      | 2             | 1             | 23(1)     | 3         |
| HV     | Kevin Moran       | 20(1)     | 0         | 1      | 0      | 2             | 0             | 23(1)     | 0         |
| TV     | Remi Moses        | 16(1)     | 0         | 1      | 0      | 1(1)          | 0             | 18(2)     | 0         |
| TV     | Liam O'Brien      | 6(11)     | 2         | 0(2)   | 0      | 0(2)          | 0             | 6(15)     | 2         |
| TV     | Jesper Olsen      | 30(7)     | 2         | 2(1)   | 0      | 3(1)          | 0             | 35(9)     | 2         |
| TV     | Bryan Robson      | 36        | 11        | 2      | 0      | 5             | 0             | 43        | 11        |
| TV     | Gordon Strachan   | 33(3)     | 8         | 3      | 0      | 5             | 1             | 41(3)     | 9         |
| TĐ     | Peter Davenport   | 21(13)    | 5         | 1(1)   | 0      | 3(1)          | 1             | 25(15)    | 6         |
| TĐ     | Deiniol Graham    | 1         | 0         | 0      | 0      | 0(1)          | 0             | 1(1)      | 0         |
| TĐ     | Brian McClair     | 40        | 24        | 3      | 2      | 5             | 5             | 48        | 31        |
| TĐ     | Norman Whiteside  | 26(1)     | 7         | 3      | 1      | 5             | 2             | 34(1)     | 10        |